# Swin golf
 (mai 2010).
Si vous disposez d'ouvrages ou d'articles de référence ou si vous connaissez des sites web de qualité traitant du thème abordé ici, merci de compléter l'article en donnant les références utiles à sa vérifiabilité et en les liant à la section « Notes et références ».

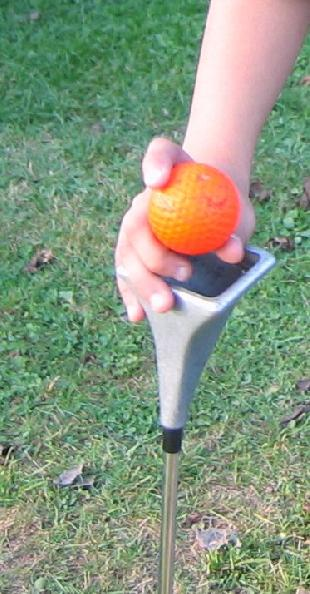
Une balle et la canne de swin golf

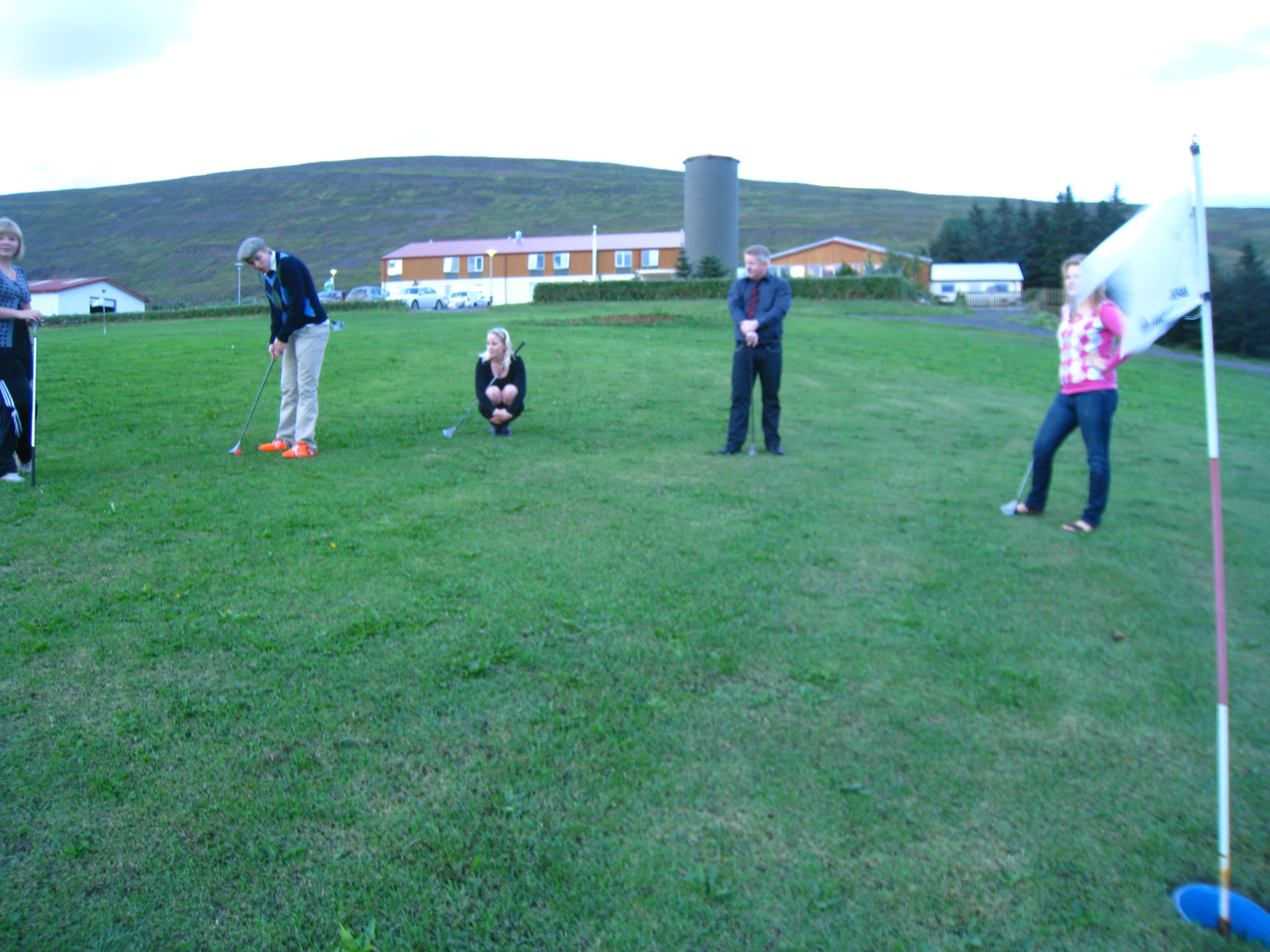
Un parcours de swin golf en Islande (?)

Le swin golf est une variante du golf créée en 1982 par Laurent de Vilmorin. En inventant ce sport, ce golfeur a souhaité faire partager sa passion au plus grand nombre pour un coût raisonnable.
Le swin golf se pratique sur des terrains rustiques avec une seule canne, sorte de club de golf, mais à trois faces et d'une balle de même poids qu'une balle de golf mais plus grosse et faite en mousse molle.

## Avantages
Pour le débutant, le swin présente plusieurs avantages par rapport au golf :
- L'équipement est bon marché : une seule canne qui vaut environ 80 € et une balle qui coûte 1,50 €. De plus, la plupart des clubs prêtent la canne aux joueurs occasionnels.
- Les tarifs d'accès aux parcours sont peu onéreux soit environ 10 € la journée et 100 € pour un forfait annuel, contre plus de 1 000 € pour un golf classique.
- L'accès au parcours est immédiat après une courte initiation.
- Ce sport est adapté aux enfants à partir de huit ans.
- Le terrain est plus petit qu'un terrain de golf et il est moins contraignant à entretenir.

## Règles du swin golf

### Règles complètes
- 1. Le swin se joue avec une balle souple et inoffensive et une seule canne.
  - En compétition, seules les balles et cannes homologuées par la F2S, Fédération sportive de swin, peuvent être utilisées.
  - Pénalité : disqualification.
- 2. Ordre de jeu :
  - 2.1 Sur l’aire de départ du premier jeu, le joueur ou l’équipe ayant gagné le tirage au sort part le premier.
  - 2.2 Au départ des jeux suivants, le joueur ou l’équipe ayant gagné le jeu précédent part le premier.
  - 2.3 Sur l’aire de jeu et l’air de drapeau, c’est toujours le joueur dont la balle est la plus éloignée du trou qui devra jouer en premier.
  - Pénalité : 1 point.
- 3. Sur l’aire de départ, la balle peut être surélevée à l’aide d’un support, dit tee. Aucun balisage ne doit être déplacé
  - Pénalité : 2 points.
- 4. Les coups d’essais ne sont autorisés que sur l’aire de jeu et l’aire de drapeau.
  - Tout coup donné avec l’intention de jouer est considéré comme joué.
  - Pénalité : 2 points.
- 5. Avant de jouer le coup suivant, la balle peut être déplacée de 15 cm uniquement sur l’aire de jeu en cours ; son déplacement s’effectue sans la rapprocher du trou et sans modifier la nature du terrain.
  - Pénalité : 2 points.
- 6. Toute balle relevée, à la demande d’un joueur, doit être marquée.
  - Le marquage se fait à l’arrière de la balle par rapport au drapeau.
  - Pénalité : 2 points.
- 7. Une balle qui repose au-delà du marquage blanc ou dans l’épaisseur de ce marquage est hors limite.
  - Pénalité : 1 point plus le coup à rejouer, depuis l’endroit le plus près où a été joué le coup précédent.
  - Une balle provisoire est jouée chaque fois qu’il y a un doute. Elle doit être annoncée.
    - Pénalité : 1 point.
- 8. Une balle est considérée comme perdue si elle n’est pas retrouvée dans un délai de 5 minutes de recherche, ou déclarée perdue par son propriétaire.
  - Dans ce cas, la balle est rejouée de l’endroit le plus près d’où a été joué le coup précédent.
  - Pénalité : 1 point.
  - Une balle provisoire est jouée chaque fois qu’il y a un doute. Elle doit être annoncée.
    - Pénalité : 1 point.
- 9. Le joueur peut déclarer sa balle injouable à n’importe quel endroit du terrain
  - Pénalité : 1 point.
  - Dans ce cas le joueur peut :
    - 9.1 placer la balle jusqu’à deux longueur de canne depuis l’endroit ou elle repose sans la rapprocher du trou.
    - 9.2 rejouer la balle depuis l’endroit où il avait précédemment joué celle-ci.
    - 9.3 placer sa balle en reculant autant qu’il le souhaite, sur la ligne passant par le point où repose sa balle et l’alignement du drapeau.
    - 9.4 Balle ne reposant pas sur le sol :
      - Le joueur doit déclarer sa balle injouable ; dans ce cas la règle s’applique à partir de l’aplomb de la balle.
- 10. Le drapeau peut être enlevé. Dans ce cas il doit être déposé à l’extérieur de l’aire de drapeau.
  - Pénalité : 2 points.
- 11. Une balle heurtée par une autre balle est remise à l’endroit où elle reposait.
  - Une balle qui touche une autre balle reste à l’endroit où elle repose.
- 12. Sur l’aire de drapeau il est interdit de :
  - jouer la canne entre les jambes,
  - piétiner le sol afin de le niveler,
  - tester le sol en faisant rouler la balle dessus,
  - effectuer un grand coup.
    - Dans tous les cas : pénalité : 2 points.
- 13. Tous les éléments, involontairement placé sur le terrain et non fixé en terre, peut être retiré quel que soit l’endroit où il se trouve.
- 14. Toute balle dans un plan d’eau, quel que soit l’endroit où elle est y entrée, est considérée comme ne l’ayant pas franchi.
  - Pénalité : 1 point.
  - L’eau fortuite est jugée par les compétiteurs. La balle doit être sortie au plus près sans la rapprocher du trou.
- 15. Si la balle se trouve sur une aire de drapeau autre que celle jouée ou sur une surface protégée, le joueur doit, sans pénalité, sortir sa balle au plus près de la limite de l’aire de drapeau ou de la surface protégée, sans la rapprocher du trou.
  - Pénalité : 2 points.
- 16. Le jeu est terminé lorsque la balle repose au fond du trou. Le dernier coup doit toujours être joué.
  - Pénalité : 2 points.
  - La balle doit être retirée avant qu’un autre joueur ne joue à son tour.
    - Pénalité : 2 points.
- 17. En cas d’erreur de balle, le joueur ayant commis l’erreur doit rendre la balle à son propriétaire.
  - Le joueur ayant joué une balle provisoire déduira la pénalité et le coup joué pour avoir déclaré sa balle perdue.
  - Le joueur ayant commis l’erreur de balle est pénalisé.
    - Pénalité : 1 point.
- 18. L’étiquette regroupe les règles de comportement du swineur vis-à-vis des autres joueurs et du terrain.
  - Il est interdit aux joueurs de s’entendre entre eux pour renoncer à l’application d’une règle ou pour ne pas appliquer une quelconque pénalité encourue.
  - Pénalité : exclusion des compétiteurs.

### Règles simplifiées
- Au départ, la balle se joue entre les deux marques sans les dépasser.
- Un coup donné avec l’intention de frapper la balle est considéré comme joué.
- Sur le parcours, la balle peut être déplacée de 15 cm sans se rapprocher du trou.
- Si une balle sort des limites, le joueur doit la poser à l’endroit d’où elle a été jouée précédemment en comptant un point de pénalité plus le coup à jouer. La même règle s’applique à une balle perdue.
- Le temps de recherche d’une balle est limité à 5 minutes.
- Si, sur le green, une balle gêne le coup de l’adversaire, elle peut être marquée et retirée du jeu.
- Sur le green, une balle touchant celle de l’adversaire est pénalisée de 2 points.
- Sur le green, seul le côté "Putter" peut être utilisé. Toutes les autres faces sont interdites.
- Si pendant un parcours, une balle tombe à l’intérieur d’un green autre que celui joué, elle doit être dropée à l’extérieur de cette zone, sans se rapprocher du trou, à moins de deux longueurs de canne.
- Une balle injouable peut être ramassée et dropée à moins de deux longueurs de canne de son point d’impact, sans se rapprocher du trou.

## Lieux de pratique
Il existe des parcours en France, en Allemagne, Suisse, en Belgique, Hongrie, Autriche, Islande (?) et en Italie.

## Compétitions

### Championnat de France
Le championnat de France de swin golf individuel se déroule généralement le week-end de l'Ascension.
- 2005 : du 5 au 7 mai, à Quelaines-Saint-Gault (Mayenne) ;
- 2006 : du 25 au 27 mai, à Parigné-l'Évêque (Sarthe) ;
- 2007 : du 17 au 19 mai, à Brou (Eure-et-Loir) ;
- 2008 : du 1er au 3 mai, à Saint-Christophe-du-Bois (Maine-et-Loire) ;
- 2009 : du 21 au 23 mai, sur le swingolf des Grées à Rougé, à quelques kilomètres au nord de Châteaubriant ;
- 2010 : du 13 au 15 mai, sur le swingolf de la Vallée du Rupt, à Montenois (Doubs) ;
- 2011 : du 2 au 4 juin, à Chambray-lès-Tours (Indre-et-Loire) ;
- 2012 : du 17 au 19 mai, à Rougé. Margaux Guihéneuc, championne de France (six titres), remet son titre en jeu sur ses terres ;
- 2013 : du 9 au 11 mai, à Meslay-du-Maine (Mayenne) ;
- 2014 : du 29 au 31 mai, à Montenois.
- 2015 : du 14 au 16 mai, à Quelaines-Saint-Gault (Mayenne).
- 2016 : du 5 au 7 mai, à Saint-Philbert-de-Grand-Lieu (Loire-Atlantique).
- 2017 : du 25 au 27 mai, à Noidans-le-Ferroux (Haute-Saône)

Le championnat de France de swin golf en double se déroule en général début juillet, depuis 2006.
- 2006 : du 30 juin au 2 juillet, à Meslay-du-Maine (Mayenne) ;
- 2007 : du 29 juin au 1er juillet, à Noidans-le-Ferroux (Haute-Saône), à quelques kilomètres à l'ouest de Vesoul ;
- 2008 : du 4 au 6 juillet, à Chambray-lès-Tours (Indre-et-Loire) ;
- 2009 : du 3 au 5 juillet, à Saint-Philbert-de-Grand-Lieu (Loire-Atlantique), à une quinzaine de kilomètres au sud de Nantes ;
- 2010 : du 2 au 4 juillet, à Quelaines-Saint-Gault (Mayenne) ;
- 2011 : du 1er au 3 juillet, à Saint-Christophe-du-Bois (Maine-et-Loire), près de Cholet ;
- 2012 : du 6 au 8 juillet, à Montenois (Doubs) ;
- 2013 : du 5 au 7 juillet à La Ferté-Macé (Orne) ;
- 2015 : du 3 au 5 juillet, à Brou (Eure-et-Loir).
- 2016 : du 1 au 3 juillet, à Saint-Christophe-du-Bois (Maine-et-Loire).